# Ilha dos Cangurus
Ilha dos Cangurus (em inglês: Kangoroo island) é a terceira maior ilha da Austrália – depois da Tasmânia e da ilha Melville. Para se chegar a ela, atualmente, é possível ir de avião do Aeroporto de Adelaide ou de balsa por uma cidade vizinha.